# Fritz Schilgen
Fritz Schilgen, född 8 september 1906 i Kronberg i Tyskland, död 12 september 2005 i Kronberg, var en tysk friidrottare. Han var den sista fackelbäraren, av de fackelbärare som i stafett förde den olympiska facklan på dess väg från Olympia i Grekland till Berlin och tände därmed den olympiska elden vid invigningen av sommarolympiaden i Berlin 1936.

## Biografi

### Bakgrund och familj
Friedrich Schilgen föddes 1906 och var den andre sonen till rektorn vid Kronbergs gymnasium. Efter första världskriget gick han med i en idrottsförening i Kronberg och började sin karriär som friidrottare, medel- och långdistanslöpning. Han studerade elektroteknik vid Darmstadts tekniska universitet och tog examen som diplomingenjör med inriktning mot telekommunikation. Han fick anställning som laboratorieingenjör vid AEG i Berlin. 
Våren 1936 gifte han sig med Ursula Gerlach. De fick barnen Walter, Regine, Sibylle, Michael och Horst.

### Idrottskarriär
Schilgen kom på tredje plats i de tyska mästerskapen, i grenen löpning 1 500 meter åren 1929, 1931 och 1933. I universitetens VM-tävlingar vann han silver i löpning 4x400 meter 1928 och brons i löpning 5 000 meter 1930 i Darmstadt.
Schilgen var känd i den tyska idrottsvärlden och ansågs ha en stilig löparstil. 1936 valdes han till den sista fackelbäraren och därmed den som fick löpa in i Olympiastadion och tända den olympiska elden. Schilgens dramatiska tändande av den olympiska lågan på Olympiastadion fångas i filmen Den stora olympiaden, en nazistisk propagandafilm om spelen av Leni Riefenstahl, som också hjälpte till att utforma facklan och välja Schilgen som sista fackelbärare. Den utvalde Schilgen var dessutom till utseendet urtypen för den blonde ariske hjälten och passade perfekt i den nazistiska raspropagandan. Riefenstahls ambition att visa upp skönhet, styrka och grace i filmen kunde han förkroppsliga med sitt lätta, ”svävande” löpsteg. Schilgen själv tävlade inte i OS.